# NGC 226
NGC 226 es una galaxia espiral localizada en la constelación de Andrómeda.